# Гостья из будущего
«Го́стья из бу́дущего» — советский детский телевизионный научно-фантастический многосерийный фильм из 5 серий (ныне позиционируется как телесериал или мини-сериал), снятый кинорежиссёром Павлом Арсеновым на киностудии имени Горького в 1984 году по мотивам фантастической повести Кира Булычёва «Сто лет тому вперёд» (1978). Премьерный показ фильма состоялся на самой же киностудии в октябре 1984 года, телепремьера прошла с 25 по 29 марта 1985 года по Первой программе ЦТ СССР в дни весенних школьных каникул.

## Сюжет

### 1-я серия
13 апреля 1984 года ученик 6-го «В» класса 20-й московской школы Коля Герасимов, отправившись после уроков в магазин за кефиром, встречает на улице своего друга и одноклассника Фиму Королёва. Последний держит в руках книгу Майн Рида и рассказывает о слежке за загадочной молодой незнакомкой в необычном терракотовом платье с глубоким вырезом до пояса. Фима видел, как женщина трижды выходила и возвращалась в заброшенный дом. Коля делает предположение, что женщина просто приехала в Москву из Конотопа и не нашла себе гостиницы. Фима убеждает его продолжить преследование. Так школьники оказываются в выселенном доме. Случайно оброненный теннисный мяч приводит Колю в странный подвал с колоннами и палеолитическими настенными росписями. За потайной дверью, которую маскирует шкаф, оказывается ярко освещённое помещение с необычным, похожим на напольные весы, устройством с пультом управления и круглой красной платформой. Коля нажимает на разноцветные кнопки на панели и тем самым включает устройство, которое оказывается машиной времени.
Коля перемещается в будущее и попадает в странную анфиладу комнат с витражами в синих меандрах. Там незнакомка даёт указание длинноволосому блондину-биороботу Вертеру завершить уборку и обесточить пульт. Робот предполагает, что женщина собирается на космодром встречать звёздную экспедицию. После её ухода появляется мужчина в белом римском одеянии, который заявляет Вертеру, что спасал рукописи Эсхила из Александрийской библиотеки. Из разговора следует, что Вертер не только занимается уборкой, но и производит опись документации, а мужчина в римском одеянии оказывается Иваном Сергеевичем из Московского Института времени. Затем появляется профессор Гоги в костюме маркиза XVIII века «только что от Вольтера». Следом приходит Мария в наряде каменного века с дубинкой в руках и просит у Вертера карту Южного Йемена. Трое сотрудников в костюмах разных эпох уходят, собираясь на рыбалку.
Вертер обнаруживает Колю, задерживает его и проводит инвентаризацию. Вначале робот намеревается поместить Колю в музей, но потом понимает, что это может дискредитировать Полину (ту самую незнакомку, также оказавшуюся сотрудницей института), в которую он безответно влюблён. Вертер решает отправить мальчика обратно, открыв ему, что тот находится в 2084 году. Заинтригованный Коля просит робота позволить ему хоть ненадолго взглянуть на будущее. Разочарованный в своей работе Вертер отпускает мальчика погулять по Москве.
Рядом с Институтом Коля находит транспортный портал в форме старинного красного автобуса с шестью дверьми. Сначала он не догадывается, как «поехать» на этом автобусе. Подошедшие двое гостей с Альфы Центавра интересуются, как попасть к музею Пушкина на Арбате (при этом называя его «домом, где он жил маленьким»), однако Коля не в курсе, работает ли этот музей, поэтому советует им проехать на площадь Пушкина. Проводив пришельцев, Коля видит, как, войдя в дверь «автобуса», они действительно оказываются на Пушкинской площади, и понимает, что автобус работает, как телепорт.
Коля проходит в другую дверь и оказывается на берегу Московского моря, а вернувшись на остановку «Проспект Мира», сталкивается с пожилым человеком в костюме-тройке и шляпе. Тот заявляет, что Коля неправильно одет для карнавала, поскольку со школьной формой сто лет назад носили не кроссовки, а сандалии. В ходе разговора Коля узнаёт, что его собеседника зовут Павел, и ему 132 года, то есть он родился на 20 лет раньше Коли. Наконец дед Павел отправляется к Большому театру, а Коля, зайдя в ту же дверь с другой стороны «автобуса», оказывается неподалёку от монумента «Покорителям космоса», где люди беззаботно играют в бадминтон на лужайке и совершают конные прогулки.
Перекусив в автомате с бесплатными пирожными и увидев, что даже дети пользуются флипами (персональными летательными аппаратами размером с мини-автомобиль), Коля садится в один из таких флипов и летает по Москве 2084 года — к гостинице «Космос» и Большому театру, пролетает над Кремлём и, наконец, приземляется у Космопорта. Он решает ненадолго слетать на Луну или на Уран, но справочный автомат сообщает, что «регистрация на лунный рейс закончилась», а на Уран можно попасть только учёным.

### 2-я серия
Коля встречает в зале ожидания Космопорта группу школьников в комбинезонах с надписями «Интеркосмос» на спине. У них внеклассное задание — запустить спутник на орбиту. Блуждая по служебным помещениям Космопорта, Коля замечает, что из контейнера, прибывшего с Сатурна, появляются два странных призрачных существа с каменными лицами. Они нападают на двух сотрудников Космопорта, занятых поисками контейнеров с алмазами с Плутона, обездвиживают (либо убивают) их и принимают их облик. Существа оказываются последними космическими пиратами — Весельчаком У и Крысом. Они разыскивают профессора Селезнёва (директора космического зоопарка КосмоЗоо), который появляется в компании Полины (всё той же сотрудницы Института времени, а по совместительству — супруги капитана космического корабля «Витязь»). Пиратов интересует миелофон — уникальное устройство на основе кристалла, предназначенное для чтения мыслей, которое нужно им для того, чтобы стать властителями Вселенной. Весельчак У, обездвижив деда Павла (отца капитана «Витязя» и свёкра Полины), принимает его облик, и вместе с Крысом, притворившимся учёным из Системы Стрельца, выпытывает у профессора, где находится миелофон. Профессор сообщает, что его дочь Алиса Селезнёва использует этот аппарат для чтения мыслей животных в КосмоЗоо. Коля, увидев настоящего деда Павла без сознания, приводит его в чувство. Тот рассказывает Коле, что подвергся нападению пиратов, и умоляет его спасти Алису и миелофон.
Тем временем Алиса в КосмоЗоо с помощью миелофона проводит опыты над крокодилом Сеней. Пираты, в очередной раз сменив облик, крадут у Алисы прибор. Но подоспевший Коля, с помощью научного сотрудника КосмоЗоо Электрона Ивановича и говорящего козла Наполеона, в которых и превратились космические пираты, перехватывает миелофон и на флипе летит с ним в Институт времени под защиту биоробота Вертера. За Колей гонятся пираты в жёлтой униформе служащих Космопорта, а вслед за ними спешит Алиса.
Вертер успевает отправить Колю на машине времени обратно в 1984 год, но сам погибает от рук разъярённых пиратов, которые расстреливают его из лазерного бластера. Коля возвращается в своё время — в 13 апреля 1984 года. За ним проникают и космические пираты Крыс и Весельчак У, которые знают только внешность Коли, а вскоре — и Алиса Селезнёва, которая знает имя, номер школы и класс Коли (эту информацию в КосмоЗоо ей сообщил Наполеон), но при этом не знает Колю в лицо. Во время последующей погони Коли от пиратов и Алисы по улицам Москвы ему удаётся уйти от преследования, но незнакомая с наземным уличным движением 1984 года Алиса Селезнёва попадает в небольшую дорожную аварию, не заметив подъехавший троллейбус, и оказывается в травматологическом отделении одной из больниц.
У себя дома Коля рассказывает обо всём произошедшем Фиме Королёву. Но тот настойчиво убеждает Колю затаиться, а миелофон надёжно спрятать, а лучше всего — вообще сжечь.

### 3-я серия
Лечащий врач отделения больницы в недоумении: что делать с новой пациенткой Алисой? Её ушибы оказались несерьёзными, но для того, чтобы её можно было выписать, за ней должны прийти родители или кто-нибудь из родных, а Алиса говорит, что не помнит о себе абсолютно ничего, кроме имени. Поэтому врачи ждут, когда же наконец Алиса «заговорит». Она не особенно откровенничает и со своей сверстницей — соседкой по палате Юлей Грибковой. Однако в одном из разговоров выясняется, что Юля учится в 6-м «В» классе 20-й школы, то есть в той самой школе и том самом классе, что и Коля, которого Алиса теперь разыскивает! На радостях она всё же рассказывает Юле всю правду о себе.
Ночью Коля с Фимой предпринимают попытку вторично проникнуть в заколоченный дом, чтобы отправить миелофон с сопроводительной запиской обратно в будущее, но эта затея не удаётся: в шкафу, маскирующем вход в машину времени, вместо подвижной двери оказывается обычная задняя стенка шкафа, и, к тому же, именно в этом доме обосновались Крыс и Весельчак У, чуть было не обнаружившие ребят.
Выследив Алису, космические пираты (Крыс — под видом лечащего врача Алисы, а Весельчак У — выдавая себя за её отца) поздним вечером одного из дней проникают в больницу. Пираты обыскивают палату девочек, но миелофона, естественно, не находят — он у Коли. Затем в палату приходят врачи, что нарушает план пиратов, и те покидают больницу.
После этого Алиса рассказывает Юле о том, кем были их внезапные «посетители». Девочки решают больше не искушать судьбу и ранним утром следующего дня через окно первого этажа сбегают из больницы к Юле домой. Благодаря связям Юлиной бабушки Алису временно устраивают учиться в один класс с Юлей. Космическим пиратам в больнице хитростью удаётся узнать Юлин адрес и даже школу, где учится Юля, а теперь и Алиса. Пираты устанавливают наблюдение за домом и школой.

### 4-я серия
Коля пребывает в сомнениях, не зная, как поступить. Просто отдать миелофон Алисе, неожиданно появившейся в их 6-м «В», он не решается. К тому же, его категорически отговаривает от этого Фима, считающий, что люди из будущего могут захотеть избавиться от нежелательного свидетеля, проникнувшего в будущее и что-то о нём узнавшего. В свою очередь, главная проблема Алисы состоит в том, что она не знает Колю в лицо, а в 6-м «В» целых три Коли — Сулима, Садовский и Герасимов, и поэтому Алисе и Юле неясно, у кого же из них находится миелофон. Даже задавая провокационные вопросы каждому Коле, они не могут приблизиться к истине. Алисе кажется, что это Садовский, но Юля отвергает эту версию, зная, что он большой фантазёр и любитель фантастики.
В школе Алиса отличается превосходным знанием английского языка (в общей сложности она знает «всего лишь» 8 языков) и спортивными достижениями (например, может прыгнуть в длину на 6 м 20 см), поэтому на неё обращает внимание тренер детской спортивной школы Марта Эрастовна Скрыль и пытается привлечь к участию в соревнованиях.
Наконец Коля, на третий день пребывания Алисы в их классе, не выдерживает напряжения и всё же решается отдать ей миелофон — правда, не прямо в руки, а тайком. Он приносит его в школу и на перемене незаметно подкладывает в Юлин школьный портфель вместе с запиской, в которой объясняет Алисе ситуацию и просит его простить. Но и пираты в этот же день проникают в школу, предварительно (под видом врачей из больницы «для особо опасных детей») убедив одноклассницу Коли, Фимы и Юли Милу Руткевич, что Алисины способности — просто ненормальность. Затем, пока Весельчак У отвлекает учительницу английского языка, Крыс превращается в её двойника и, вызвав Алису к доске, обыскивает её портфель, но миелофона там нет. Тут же в класс заходят Весельчак У и настоящая учительница, которая, столкнувшись с двойником, падает в обморок.
Понимая сложившуюся ситуацию, Коля, чтобы отвлечь внимание пиратов на себя и спасти Алису и миелофон, бежит из классного кабинета со словами: «Алиса, это я! Миелофон у меня! Это я его спрятал! Я!» Пираты тут же принимают эти слова Коли за чистую монету и бросаются его догонять. Алиса тоже бросается вдогонку за Колей и пиратами: теперь она наконец узнала, у какого же из трёх Коль находится миелофон. В результате длительной погони по улицам и подворотням Москвы космические пираты настигают Колю и уносят его в заброшенный дом с машиной времени, где было их временное пристанище. Алиса теряет их след, потому что Марта Эрастовна пытается остановить её и уговорить участвовать в соревнованиях.

### 5-я серия
Юля и её одноклассники, которым она рассказывает всю историю, уходят с сорванного пиратами урока на поиски Коли и Алисы. Вскоре они встречают Алису, так и не догнавшую пиратов. Миелофон вместе с Колиной запиской обнаруживается в портфеле Юли. Читая миелофоном мысли случайного свидетеля поимки Коли пиратами — малодушного и пугливого Ишутина, которому пираты приказали молчать об увиденном, пригрозив убийством, — ребята узнают, где Коля, и отправляются к нему на выручку.
В это время Коля находится в руках у пиратов. Те подвешивают его вверх ногами, чтобы выпытать, где спрятан миелофон, одновременно пытаясь подкупить материальными благами — предлагают велосипед, мотороллер, «Жигули» и просто деньги. Коля от этих предложений отказывается и мужественно молчит, но из-за пытки теряет сознание. В это же время пираты замечают новую проблему — к заброшенному дому подходят одноклассники Коли.
В заколоченный дом заходит одна Алиса с миелофоном (ребят отвлёк Крыс, принявший облик Коли). Она слышит, как Коля стонет (на самом деле это изменённый голос Весельчака У, который таким образом заманивает Алису поглубже в дом) и в одной из комнат обнаруживает полуживого Колю, обнимает и благодарит за спасение миелофона. В это время Весельчак У, незаметно подкравшись, хватает миелофон. Он торжествует, но тут же встречает новое препятствие — вбежавшую на этаж тренера Марту Эрастовну.
Весельчак У нападает на женщину-тренера, но она, применив приём единоборств, выкидывает его из окна, в результате чего тот теряет сознание. Внизу ждёт его коллега Крыс в образе старушки — «случайной прохожей» — и на глазах у детей забирает прибор, угрожая им милицией. Заполучив долгожданный миелофон, Крыс и очнувшийся Весельчак У, едва не повздорив из-за него, спешат к подвалу, где спрятана машина времени.
В подвале заброшенного дома пираты с ужасом узнают, что вход в помещение с машиной времени заблокирован. Подоспевшие в этот зал ребята обнаруживают удручённых и обозлённых космических пиратов у шкафа с замурованной дверью. Те, запугивая школьников, демонстрируют мощь бластера, стреляя по колоннам зала, которые с грохотом рушатся. Но в этот момент дверь, ведущая к машине времени, вдруг неожиданно для всех открывается и оттуда появляется Полина. Пираты пытаются убить её, но тщетно: Полина защищена силовым полем и неуязвима для бластера.
«Именем закона Галактики вы арестованы!» — говорит Полина и парализует космических пиратов, возвращая им подлинный облик. Затем она просит ребят никому не рассказывать обо всей этой истории с путешествиями во времени. Но дети опасаются, что тайну они сохранить не смогут. Впрочем, сотрудницу Института времени это не смущает — даже если дети и расскажут взрослым о «сражении с космическими пиратами», им никто не поверит, и будущему ничто не угрожает. Она отправляет парализованных пиратов назад в будущее, а Алисе даёт две минуты, чтобы попрощаться с ребятами и поспешить назад в своё время — в 2084 год.
Алиса прощается с ребятами, к которым за время пребывания в их классе успела привязаться, и немного раскрывает каждому из ребят его дальнейшую судьбу: говорит им о том, кто из них кем станет в будущем, то есть — в её настоящем (среди ребят оказывается даже будущий изобретатель машины времени — «обыкновенный инженер»). Затем она входит в комнату с машиной времени, бросает полный нежности прощальный взгляд на ребят и присоединившуюся к ним Марту Эрастовну, и автоматическая дверь, ведущая к машине, скрывает её от них. Звучит финальная песня фильма «Прекрасное далёко», содержащая обращение к будущему времени.

## В фильме снимались

### В главных ролях
- Наталия Гусева — Алиса Селезнёва
- Алексей Фомкин — Коля Герасимов
- Илья Наумов — Фима Королёв / озвучивание школьника в Космопорте
- Марианна Ионесян — Юля Грибкова
- Вячеслав Невинный — Весельчак У, космический пират / Вячеслав Михайлович, сотрудник Космопорта
- Михаил Кононов — Крыс, космический пират / Михаил Иванович, сотрудник Космопорта

### В ролях
- Сотрудники Института времени:
  - Елена Метёлкина — Полина
  - Елена Цыплакова — Мария, сотрудница из каменного века
  - Борис Щербаков — Иван Сергеевич, сотрудник из Древней Греции
  - Рубен Симонов — профессор Гоги, сотрудник из XVIII века
- Евгений Герасимов — Вертер, биоробот / козёл Наполеон (голос в эпизоде, когда он сообщает Алисе адрес Коли)
- Владимир Носик — дед Павел Полосков / текст за кадром («содержание предыдущих серий»)
- Юрий Григорьев — профессор Игорь Селезнёв, отец Алисы
- Игорь Ясулович — Электрон Иванович, сотрудник КосмоЗоо / козёл Наполеон (голос)
- Георгий Бурков — Алик Борисович, врач
- Валентина Талызина — Мария Павловна, старшая медсестра
- Мария Стерникова — Шурочка, медсестра
- Людмила Аринина — бабушка Юли Грибковой
- Татьяна Божок — Инна Кирилловна, мама Коли Герасимова
- Екатерина Васильева — Алла Сергеевна, учительница английского языка
- Вячеслав Баранов — Эдуард Александрович («Илья Муромец»), учитель физкультуры
- Наталья Варлей — Марта Эрастовна Скрыль, тренер
- Ученики 6-го «В» класса:
  - Антон Суховерко — Коля Сулима / озвучивание школьника в Космопорте
  - Семён Бузган — Коля Садовский
  - Алёша Муравьёв — Боря Мессерер
  - Катя Авербах — Мила Руткевич
  - Лена Коляскина — Катя Михайлова
  - Маша Баукина — Альбина Фетисова
  - Наташа Шанаева — Лена Домбазова
- Андрей Градов — Ишутин, трусливый обыватель
- Светлана Харитонова — фальшивая тётя Алисы в больнице («Стукнутая она! Троллейбусом стукнутая!»)
- Мария Скворцова — старушка на лавочке
- Татьяна Дасковская — исполнение песни «Прекрасное далёко»

## Съёмочная группа
- Авторы сценария — Кир Булычёв, Павел Арсенов
- Режиссёр-постановщик — Павел Арсенов
- Главные операторы — Сергей Онуфриев, Сергей Ткаченко
- Художник-постановщик — Ольга Кравченя
- Композитор — Евгений Крылатов
- Песня на стихи Юрия Энтина
- Режиссёр — Ольга Гусакова
- Государственный симфонический оркестр кинематографии СССР
  - Дирижёр — Сергей Скрипка
- Операторы — Александр Лысых, Эдуард Тафель
- Директор съёмочной группы — Георгий Федянин

Когда Евгений Крылатов писал музыку, он в некоторых композициях использовал треки и мотивы из своей предыдущей работы — «Кольца Альманзора».

## Производство
Идея экранизировать книгу Булычёва возникла у Павла Арсенова во время творческой встречи с детьми, где на вопрос, по какой книге они посоветовали бы ему снять фильм, большинство назвали «Сто лет тому вперёд».
В 1981—1982 годах был утверждён литературный вариант фильма, который не вошёл ни в один номер литературно-художественного альманаха.
На роль Алисы было более сотни претенденток, включая Наталью Шанаеву, сыгравшую в фильме роль Лены Домбазовой. По воспоминаниям Семёна Бузгана (Коля Садовский), почти все мальчики, которые снялись в фильме, на самом первом прослушивании должны были читать отрывок из роли Фимы Королёва; это был «своего рода экзамен», по результатам которого Павел Арсенов определял у кандидата умение играть.
Несколько эпизодических ролей сыграл один из операторов фильма Александр Лысых, а его персонажи были озвучены Михаилом Кокшеновым.
Съёмки фильма начались в 1983 году и продолжались до августа 1984 года.

#### Места съёмок
Большинство натурных съёмок, в том числе и сцены будущего, прошли в Москве, при этом места для сцен будущего были выбраны недалеко от базовой киностудии: сцены в КосмоЗоо снимали в Главном ботаническом саду, станция флипов «Проспект Мира» снималась на аллее Космонавтов рядом с метро «ВДНХ», а южный вестибюль станции метро «Ботанический сад» был использован в качестве натурного фона терминала космопорта, куда Коля Герасимов отправился на флипе.
Хотя действие фильма в будущем происходит спустя век, в качестве интерьера космопорта (как и в вышедшем несколько ранее фантастическом фильме «Через тернии к звёздам») снят зал московского аэропорта Шереметьево-2 времён съёмок фильма практически в неизменном виде (только с соответствующими надписями планет на обычных табло прибытия-отправления и редкими автоматами по бесплатной выдаче еды).

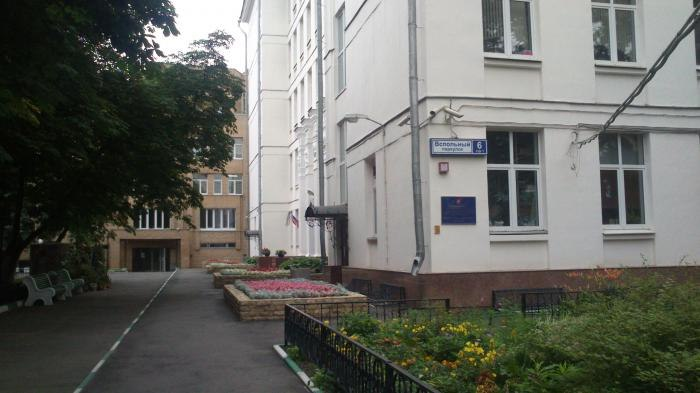
Школа № 1239 (с 1961 по 1993 год — спецшкола № 20 с преподаванием ряда предметов на английском языке). Именно здесь, по сюжету, учились главные герои и их одноклассники.
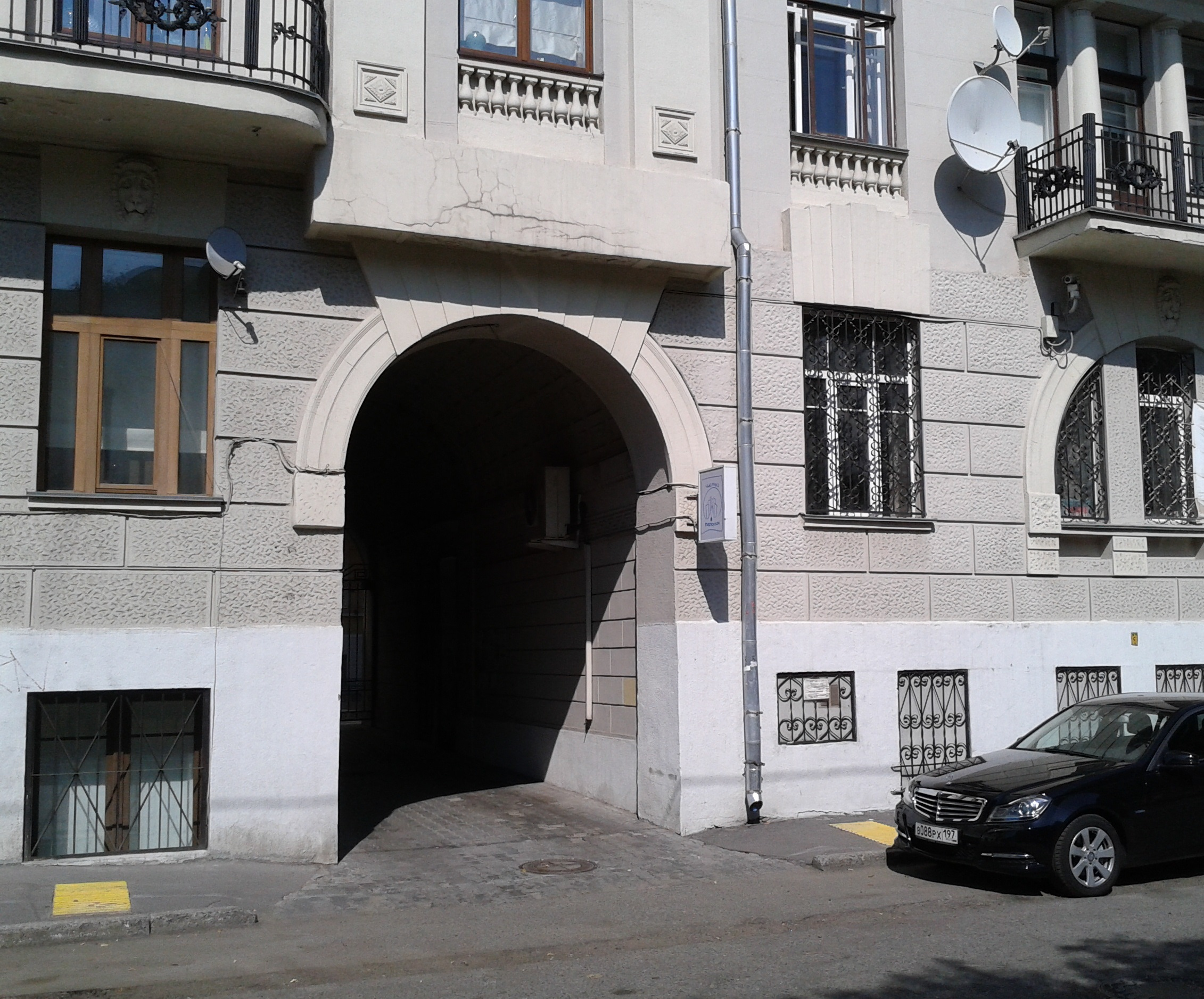
Чистый пер., д. 6. Здесь проходили съёмки сцены встречи Алисы с одноклассниками[14]. Из окна справа высовывался герой Александра Лысых, жалуясь, что ему не дают спать.
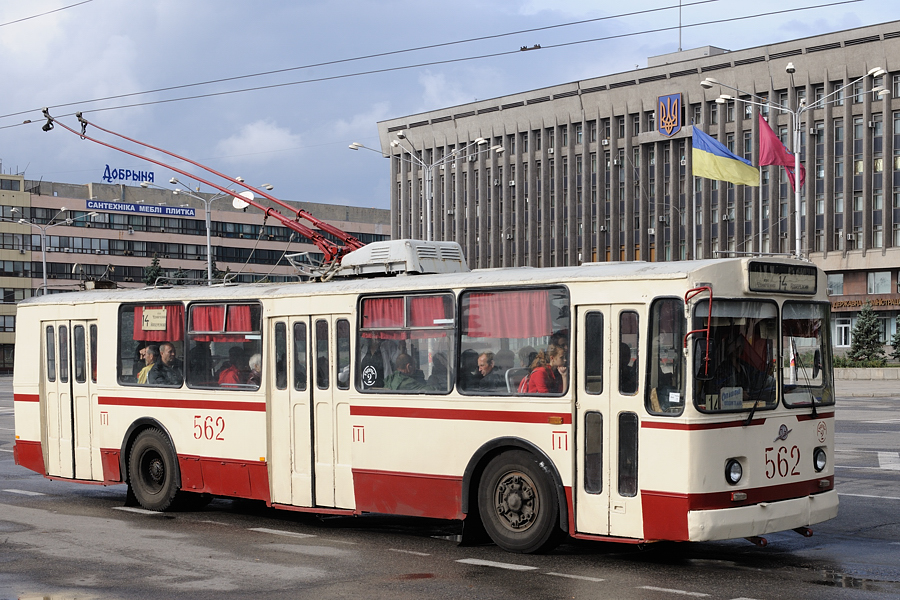
ЗиУ-682 — троллейбус, сбивший Алису Селезнёву на улице Пречистенка, 9
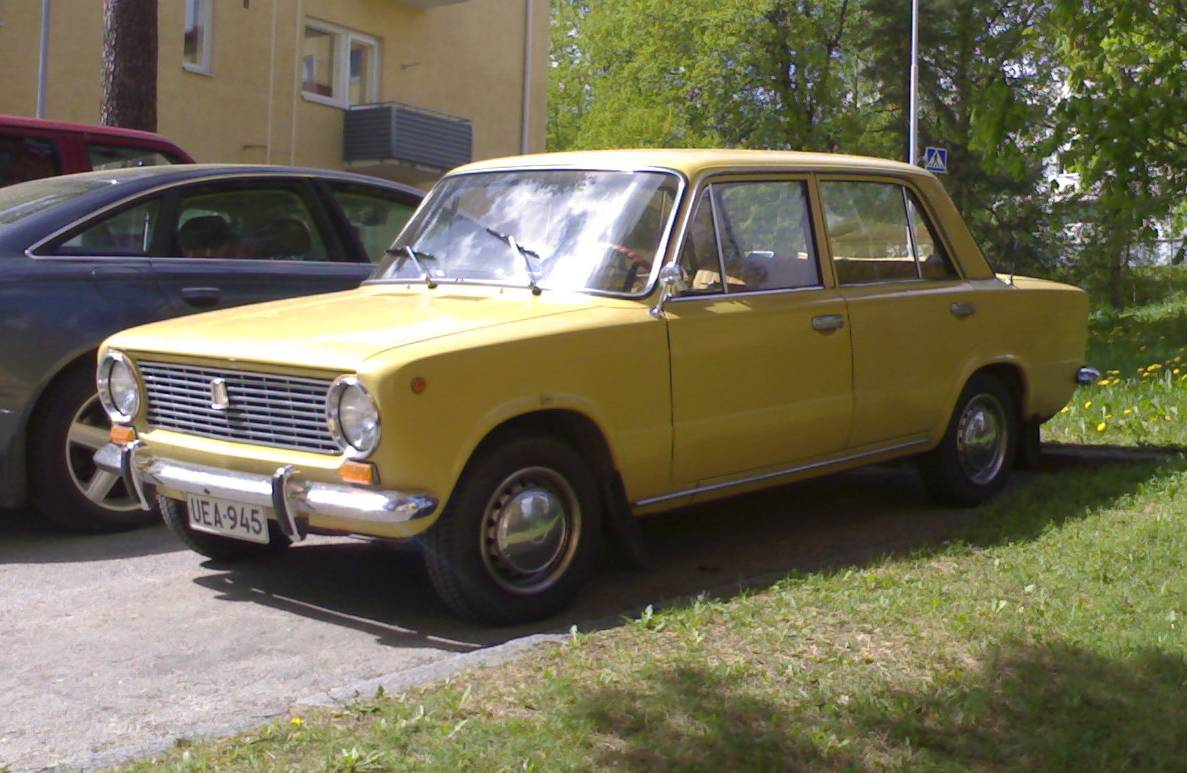
ВАЗ-2101-94 — автомобиль ГАИ, который преследовал сбежавших из больницы Алису Селезнёву и Юлю Грибкову

#### Дом с машиной времени

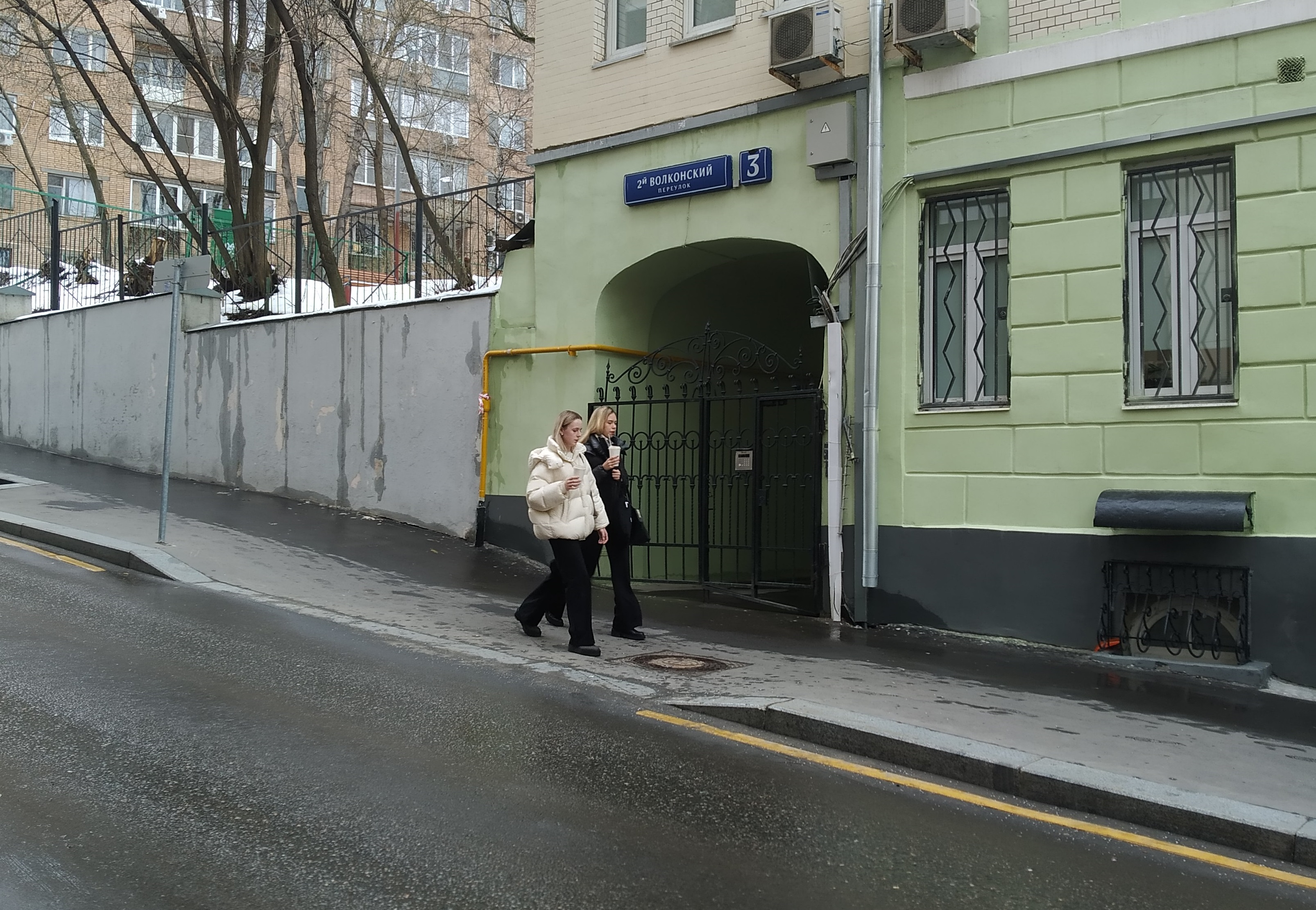
В эту арку входит Полина (в первой серии и в ретроспективе второй). На самом деле, «дом с машиной времени» был напротив этой арки

Дом располагался по адресу 2-й Волконский переулок, 8а (именно поэтому на входной двери дома в некоторых сценах видна нарисованная мелом восьмёрка). Хотя Фима Королёв в фильме и говорит, что в доме жил «князь Волконский или Трубецкой, который был декабристом и был знаком с поэтом Александром Пушкиным», в реальности же дом был построен в 1900 году по проекту архитектора Алексея Сергеева в качестве флигеля к расположенному рядом дому Гужевских — Поспелова (его кратко видно в прологовом пересказе в начале 2-й серии).

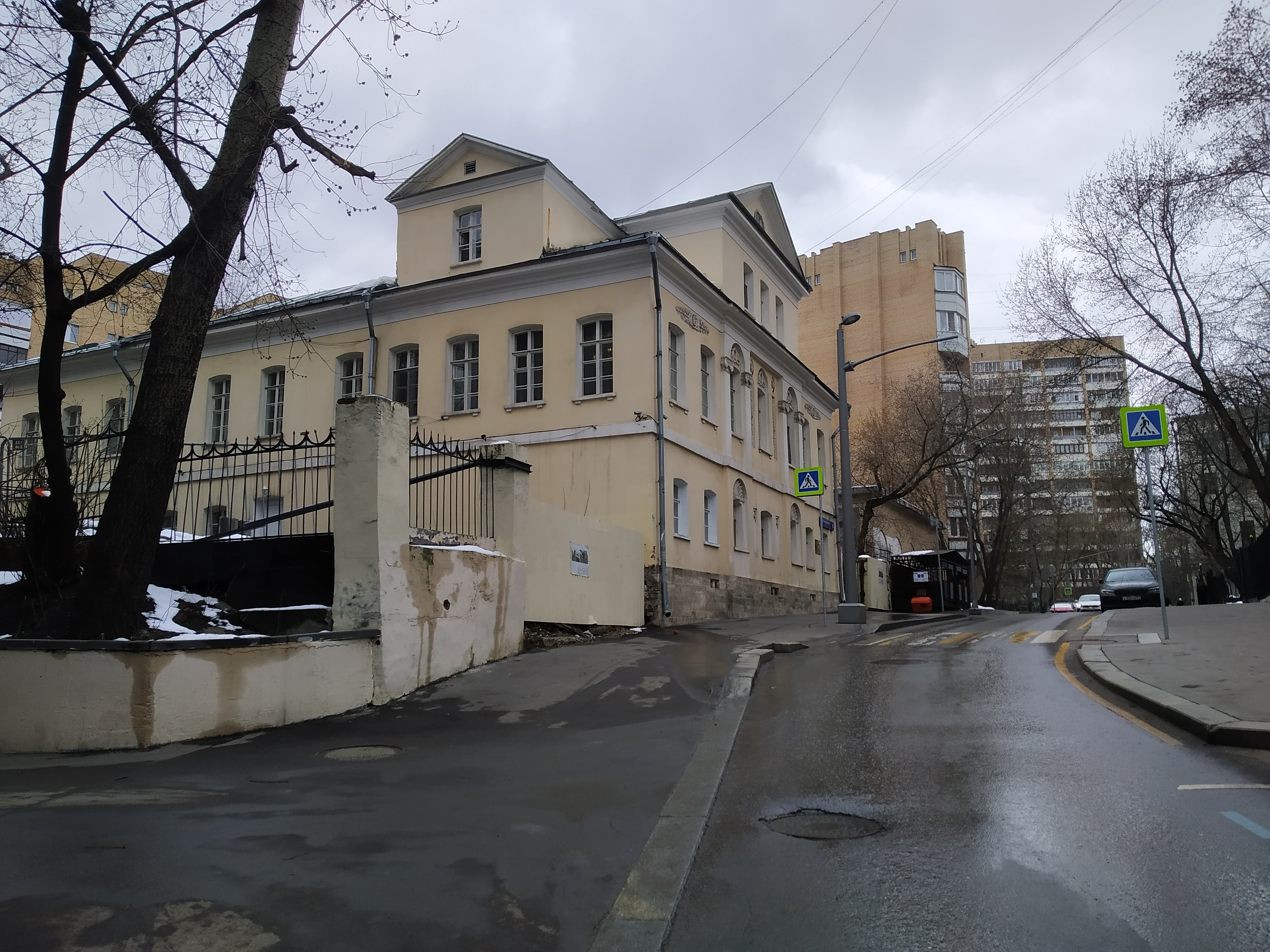
Дом Гужевских — Поспелова. На его фоне Коля и Фима следят за Полиной

После Октябрьской революции в доме были устроены коммунальные квартиры, но из-за отсутствия должного ремонта здание постепенно пришло в упадок и где-то за год до начала съёмок было расселено и предназначено под снос. В самом доме снимались только сцены в надземных этажах (для экстерьерных съёмок использовалась часть дома, которая выходила во внутренний двор) — зал с колоннами и примыкающая к нему подвальная лестница были студийной декорацией.
После выхода фильма здание подверглось ремонту (большинство наличников, видных в фильме, были удалены, большая часть деревьев вокруг дома тоже была вырублена) и в нём располагались различные организации. Здание было окончательно снесено 27 января 2005 года, и сегодня на его месте стоит административно-деловой центр ЦАО.

## Отзывы и оценки
Журнал «Мир фантастики» поставил «Гостью из будущего» в своём рейтинге экранизаций «Алисы Селезнёвой» на второе место (после «Тайны третьей планеты»). Авторы назвали сериал «национальным феноменом» и «культовым», отметили его «тёплую ламповость» и яркий образ Наташи Гусевой, но признали, что с технической точки зрения «как кинофантастика она была устаревшей уже тогда». В статье для «Кинопоиска» Алексей Конаков тоже называет сериал «уникальным феноменом советской поп-культуры», который оставил след в культуре не только СССР, но и постсоветской России.
В издании «Афиша» Татьяна Шорохова вспоминает, что в год выхода сериала дети влюблялись не столько в героев, сколько в приключения, хотели оказаться на месте героев и часто играли во дворах в приключения с космическими пиратами. Татьяна отмечает, что спустя 40 лет сериал уже не вызывает сильной ностальгии и становятся заметны некоторые его недостатки, например отсутствие животных в «Космозо». В обзоре журнала Time Out тоже отмечают, что «спустя годы картина кажется <․․․> отчаянной попыткой кинематографистов найти подходящие декорации и хоть как-то перенести богатый мир Булычева на экран». Автор сайта «Обозреватель» критикует фильм за низкое качество декораций, визуальных эффектов и несоответствие книге.
В газете «Коммерсантъ-Weekend» Игорь Гулин писал, что «Гостья из будущего» — «главный шедевр детского кино последнего советского десятилетия» и «единственная успешная попытка советской кинофантастики изобразить утопию». Образ Алисы он охарактеризовал как «идеальное существо», «Джоконду», но отметил её пассивность в сюжете Писатель и сценарист Леонид Каганов охарактеризовал «Гостью из будущего» как «детскую Библию» советских детей: «манифест заповедей, маршрутная карта поколения, программа развития, вектор движения России и прогноз всей нашей будущей жизни, программа на ближайшие 100 лет».

### Теории о сериале
Автор «Московского комсомольца» Антон Размахнин считает сериал аллегорией реалий 1980-х, снятой «не о будущем, а о прошлом». Он отмечает, что техника будущего в сериале выполнена в стиле, характерном для техники 1980-х. По мнению автора, Коля и его одноклассники — дети из привилегированных семей, поскольку живут в престижном районе на Арбате и учатся в спецшколе №20; а подозрительность Фимы автор объясняет тем, что его семья могла пострадать от репрессий.
Существует популярная фанатская теория, запущенная Кареном Налбандяном, согласно которой «Прекрасное далёко», показанное в сериале — это мир после мировой войны. Этим автор объясняет относительную скудность и скромность показанного в сериале будущего, странное поведение некоторых героев, необычайную силу и живучесть робота Вертера.
По мнению Дмитрия Быкова, фильм явился знаком капитуляции Советского Союза перед теми силами, которые его завоевывали. «Когда Алиса махала рукой в сияющем просвете, она нам помахала навеки».

## Выпуск на видео
В 1997 году компания «Восток В» выпустила комплект из трёх VHS-видеокассет с фильмом (в данном выпуске по неизвестной причине отсутствовала сцена с уроком английского языка, на котором Алиса демонстрирует свои языковые возможности), а в 2002 году — комплект из двух DVD дисков с похожим оформлением и нереставрированным изображением сравнительно невысокого качества. В том же году фильм был издан в формате VHS компанией «Твик-Лирек» на двух кассетах.
В 2004 году фильм был выпущен на DVD компанией «Дом Видео», а в 2006 году — компанией «Твистер цифровое видео» в виде подарочного двухдискового издания с дополнительными материалами, ремикшированным в формат 5.1 звуком и впервые слегка улучшенным качеством изображения. Позже фильм также издавался компаниями «Новый диск» (2008), «Азимут» (2009) и «RUSCICO» (2010), качество изображения на последнем из этих изданий существенных улучшений также не претерпело.

## Наследие

### Другие фильмы
- В 1987 году режиссёр «Гостьи из будущего» Павел Арсенов снял фильм «Лиловый шар» по мотивам другой повести Кира Булычёва про Алису Селезнёву, где Алису снова сыграла Наташа Гусева. Также в этом фильме снялись ещё шесть актёров из «Гостьи…», но в других ролях. «Лиловый шар» не имел такого громкого успеха[35].
- Советская «Гостья из будущего» (1984) была снята на восемь лет раньше австралийского телесериала «Девочка из завтра» (1992)[36] — фильма с довольно похожим содержанием о перемещении девочки Аланы из 3000 года в 1990 и о последующих приключениях, связанных, в частности, с утерей и поисками ценного технического прибора. Обе девочки, Алана и Алиса, специализируются в биологии и изучают генетику.
- В 2024 году был снят фильм «Сто лет тому вперёд» по отдалённым мотивам «Гостьи из будущего»[37]. В фильме используются имена героев сериала (а не книги) и некоторые сюжетные мотивы, но при этом он рассказывает полностью самостоятельную историю.

### Прочее
- В 2007 году на телеканале НТВ в передаче «Главный герой» вышел выпуск «Наташа Гусева: Алиса стала взрослой», рассказывающий о судьбе Наталии и остальных юных актёров фильма «Гостья из будущего», о роли фильма для поколения 1980-х и о культурном феномене «алисомании»[38].
- В 2012 году агентство фальшивых новостей Fognews.ru[39] распространило слух, будто бы городской суд Амстердама запретил показ фильма в Голландии по причине того, что фильм якобы содержит пропаганду гетеросексуального образа жизни[40][41][42]. Выдуманная новость была, как это неоднократно случалось с другими шуточными «новостями», перепечатана несколькими СМИ[43][44][45][46][47][48][49]. По утверждению газеты Metro, факт запрета якобы был подтверждён её собственным источником[50].
- С 1996 по 2009 год была активна музыкальная поп-группа «Гости из будущего».
- В компьютерной игре «S.T.A.L.K.E.R. Чистое Небо» на локации «Лиманск», в подвале одного из домов находится та самая комната с машиной времени из фильма «Гостья из будущего». Это одна из нескольких пасхалок, которую внедрили разработчики игры[51].

## Комментарии
1. ↑  В 1984 году здание музея ещё находилось на реставрации, а открыто было лишь в 1986 году.
2. ↑  Этот результат позволил бы Алисе отобраться в финал по прыжкам в длину на Олимпийских играх 1984 года в Лос-Анджелесе
3. ↑  В договоре Наташи Гусевой её срок участия в съёмках был определён с мая по декабрь 1983 года.